# Ворота Индии
О памятнике в Мумбаи см. Ворота Индии (Мумбаи).
«Ворота Индии» (хинди इंडिया गेट, урду باب ہند‎, англ. India Gate) — расположенный в Нью-Дели монумент в память об индийских солдатах, погибших в англо-афганских войнах и в годы Первой мировой войны. Возведён по проекту Эдвина Лаченса и торжественно открыт в 1931 году. У подножия арки горит вечный огонь. На самой арке вырезано более 90 000 имён воинов.
По окончании Третьей индо-пакистанской войны (1971) Индира Ганди открыла рядом с воротами Могилу неизвестного солдата. Возложение венков к этому памятнику входит в программу государственных визитов в Индию глав иностранных государств.

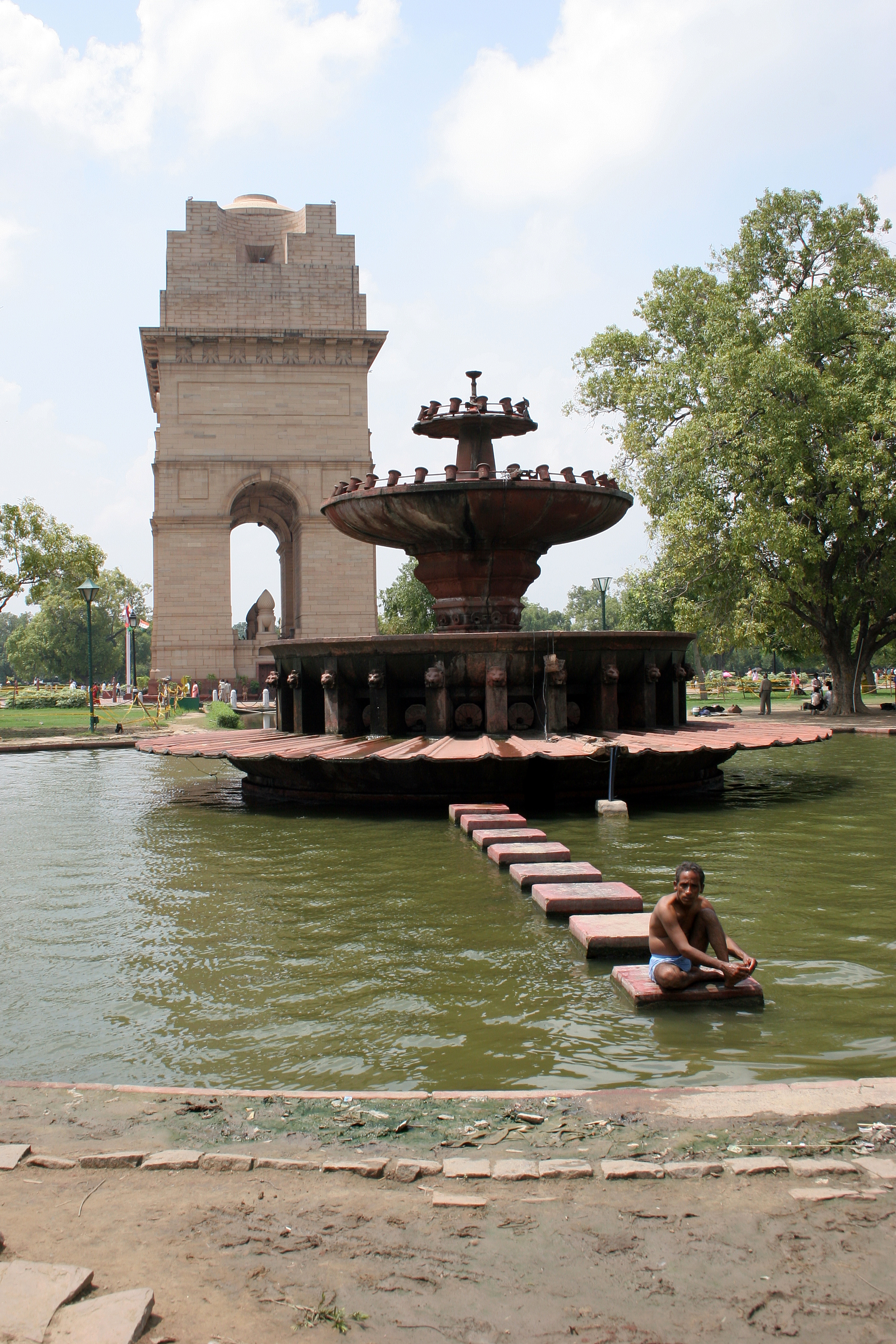
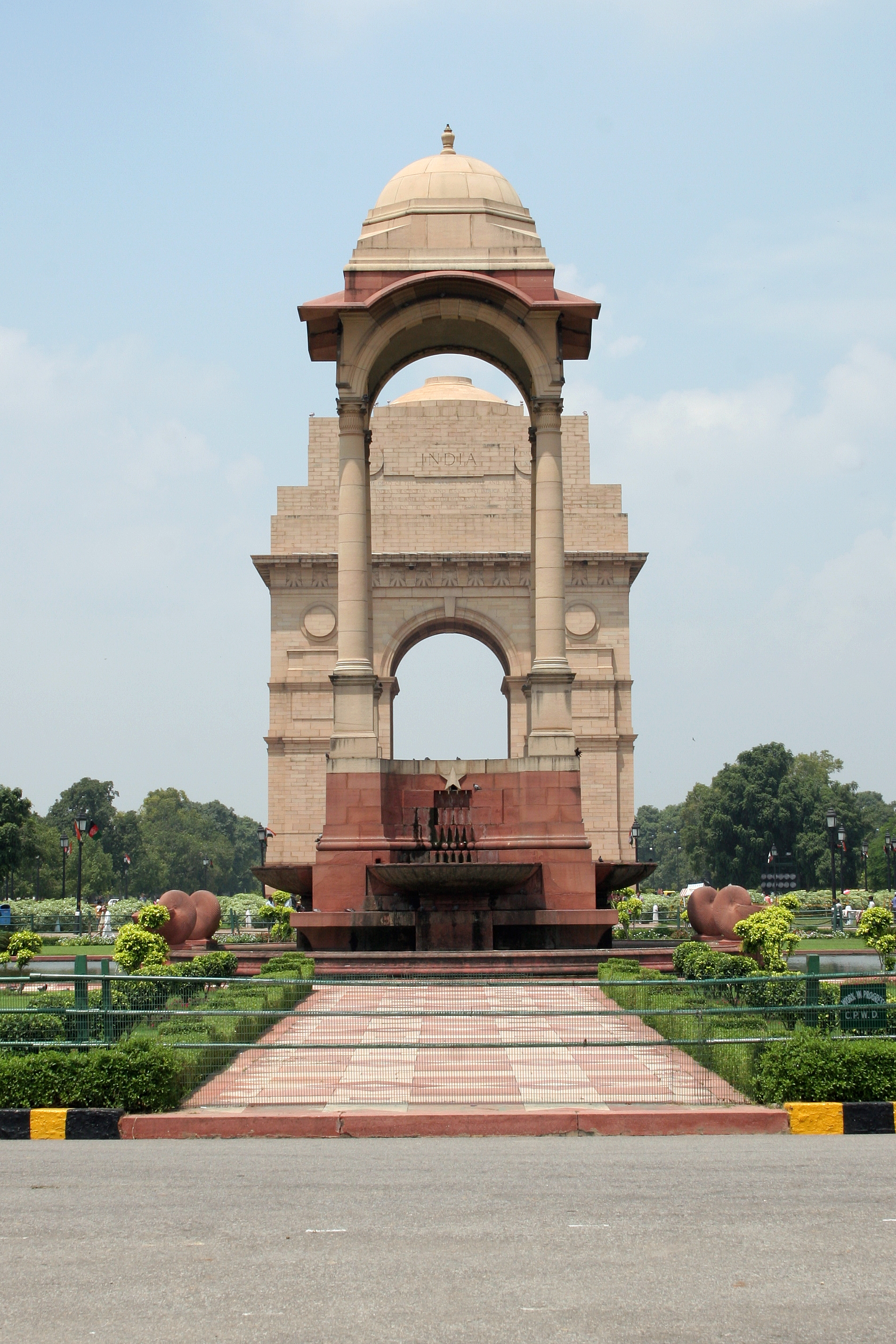
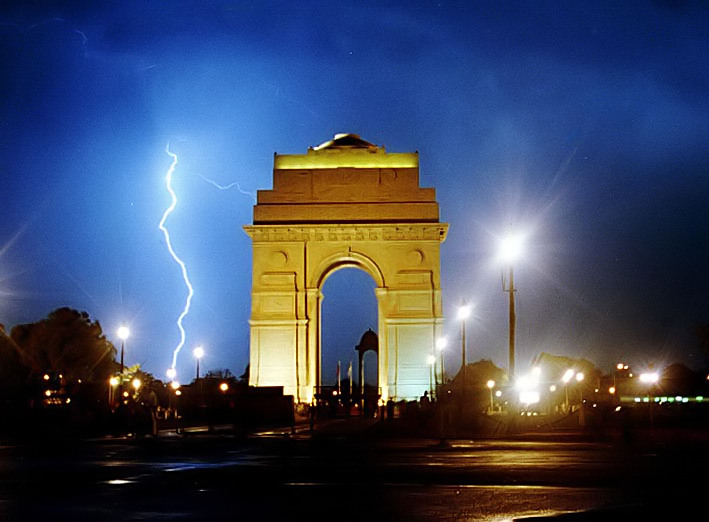
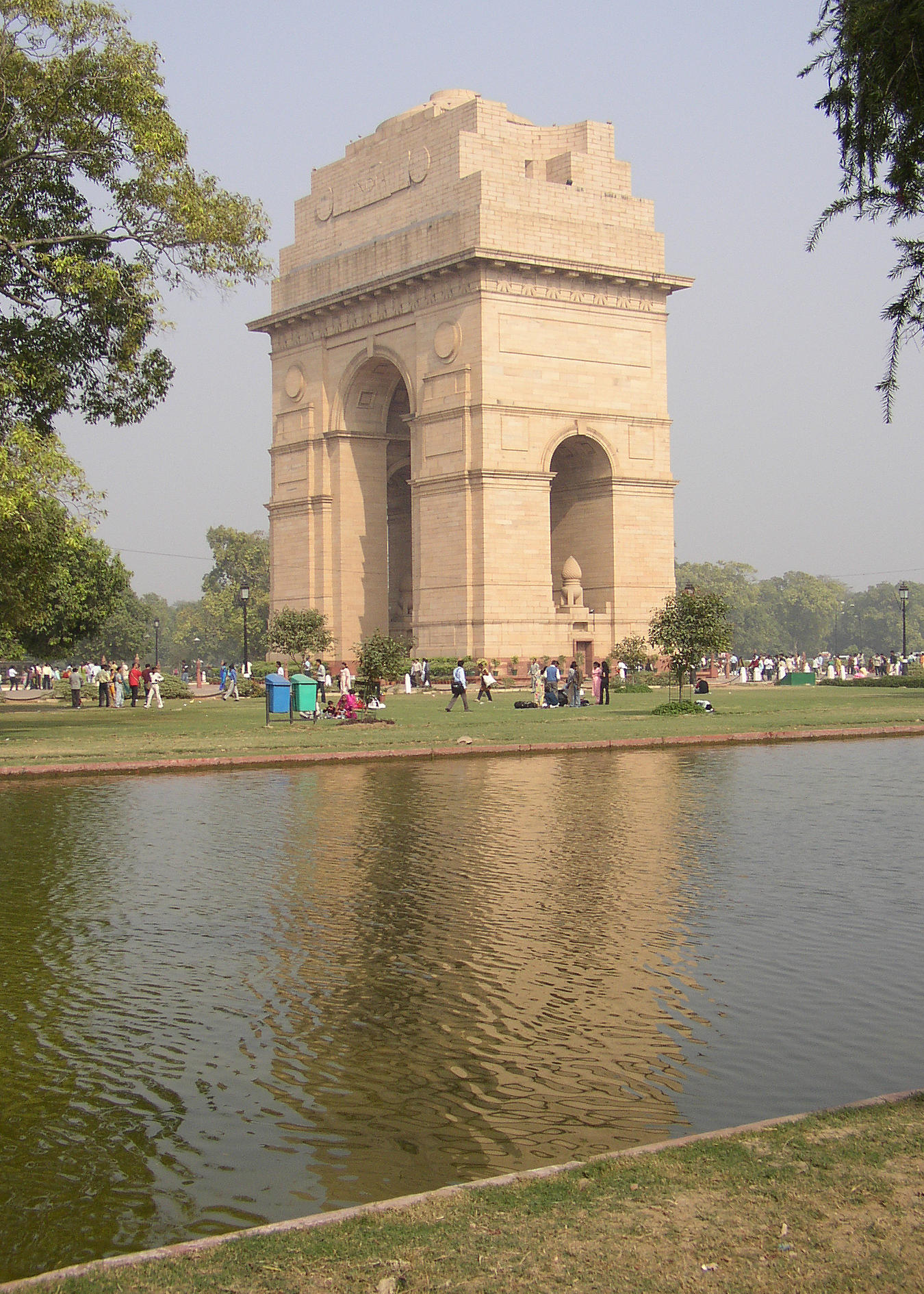